# Lijst van termen onder motorrijders A-B-C
Deze lijst bevat termen die onder motorrijders worden gebruikt en beginnen met de letter A, B of C. Soms zijn dit bestaande woorden die in de "motortaal" een andere betekenis krijgen. Zie voor andere begrippen en lijsten onderaan de pagina.

## A

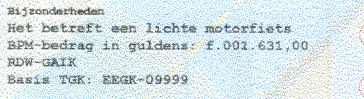
Vermelding van het vermogen op een kentekenbewijs van een afgevoerde motorfiets

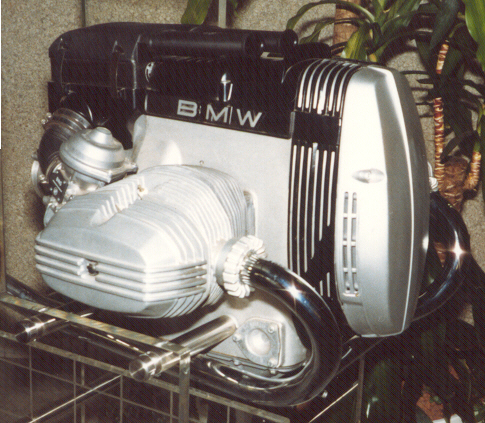
Airhead

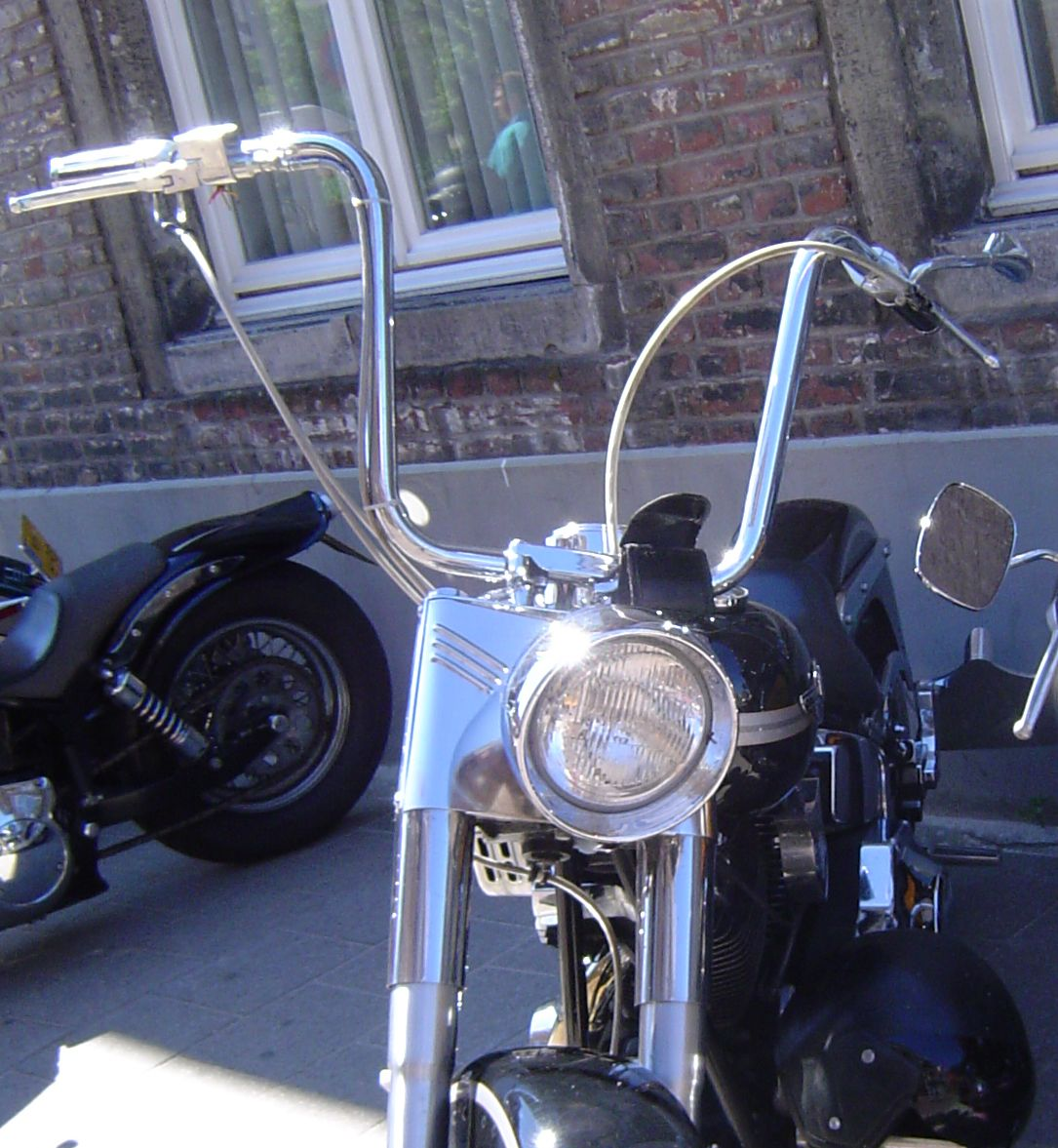
Ape Hanger

Aanbouwkeuken
Spotnaam voor de Honda GoldWing-motorfietsen. Deze motorfietsen zijn voorzien van alle mogelijke luxe en accessoires.
Achter de klok tanken
Term uit de ISDE (motorsport). Voor elke proef staat een bepaalde tijd, waarin ook getankt dient te worden. Als dit niet lukt, moet men tanken buiten de tijd die voor een proef staat. Dit heet dan "achter de klok tanken".
Aeroscreen
Stroomlijnruit van de Yamaha FJ 1200 A (1990), voorzien van een deflector die de wind van de helm afbuigt.
Afstappen
Vallen met de motorfiets.
Afvoeren
Het terugbrengen van het vermogen van een motorfiets, bijvoorbeeld om hem geschikt te maken voor berijders met een klein rijbewijs.
Ago
Afkorting/bijnaam van wegracecoureur Giacomo Agostini, die in Italië ook wel Ago Nazional en Il Magnifico wordt genoemd.
Airhead
Luchtgekoelde BMW-tweecilinder. De moderne, oliegekoelde blokken worden Oilheads genoemd.
All of everything
Door de Britse pers werd deze kwalificatie toegedicht aan de motorfiets Brough Superior 680 S uit 1930. De machine was gespoten in woestijnbruin, waarschijnlijk geïnspireerd op de bekendste Brough Superior-klant, T.E. Lawrence (Lawrence of Arabia). Hij had een JAP-V-twin-kopklepmotor met twee carburateurs, twee magneten, vier oliepompen, een dubbele uitlaat per cilinder en hoge-compressiecilinderkoppen. Heel zeldzaam was de Dynastart-startmotor/dynamo, een van de eerste elektrische startsystemen ter wereld.
Alloy head
Bijnaam voor de racemotorfiets Harley-Davidson XR 750 uit 1972. De eerste XR 750 uit 1970 kreeg grote temperatuurproblemen tijdens wedstrijden. De zuigers smolten zelfs met enige regelmaat. Daarom kreeg deze motorfiets de bijnaam Waffle Iron (wafelijzer). De verbeterde versie uit 1972 kreeg aluminium cilinderkoppen en daarmee de bijnaam Alloy Head (aluminium kop). Motorblokken van Harley-Davidson-motorfietsen krijgen allemaal een eigen bijnaam. Zo is er de Blockhead, de Flathead, de Ironhead, de Knucklehead, de Panhead en de Shovelhead.
American Iron
De Harley-Davidson-fabriek, Milwaukee, Wisconsin. Ook Hog Heaven, The Company en Milwaukee Iron genoemd.
Ankers
Remmen. In de ankers gaan = hard remmen.
Ape Hanger
Een hoog motorfietsstuur waardoor de berijder iets van een gibbon krijgt. Ook wel okseldroger genoemd. De officiële Harley-Davidson-uitvoering, onder andere voor de Dyna Wide Glide, heette Factory Ape Hanger.
Aspar
Bijnaam van de Spaanse wegracecoureur Jorge Martínez. De naam is afgeleid van esparenya (Catalaans voor: stroschoenvlechter), het beroep van Jorges vader en grootvader.
Autobahnfest
een onofficieel Duits predicaat voor motorfietsen die volgas een grote afstand konden afleggen. Zo werd als test de afstand Hamburg-München afgelegd. De eerste autobahnfeste motorfiets was de Moto Guzzi V 7.

## B

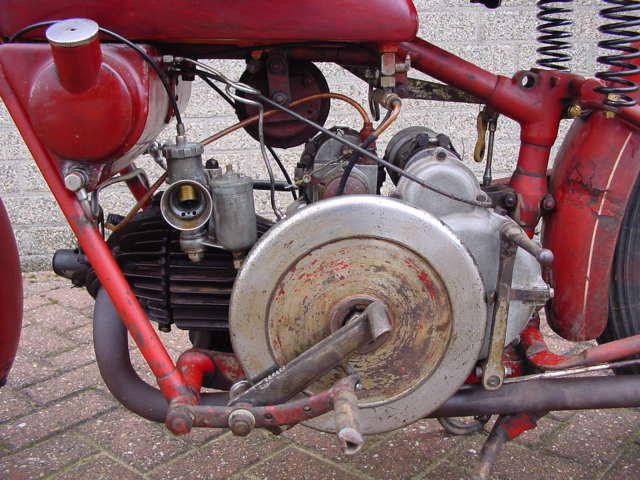
Baconslicer: het buitenliggende vliegwiel van de Moto Guzzi Sport 15 uit 1931

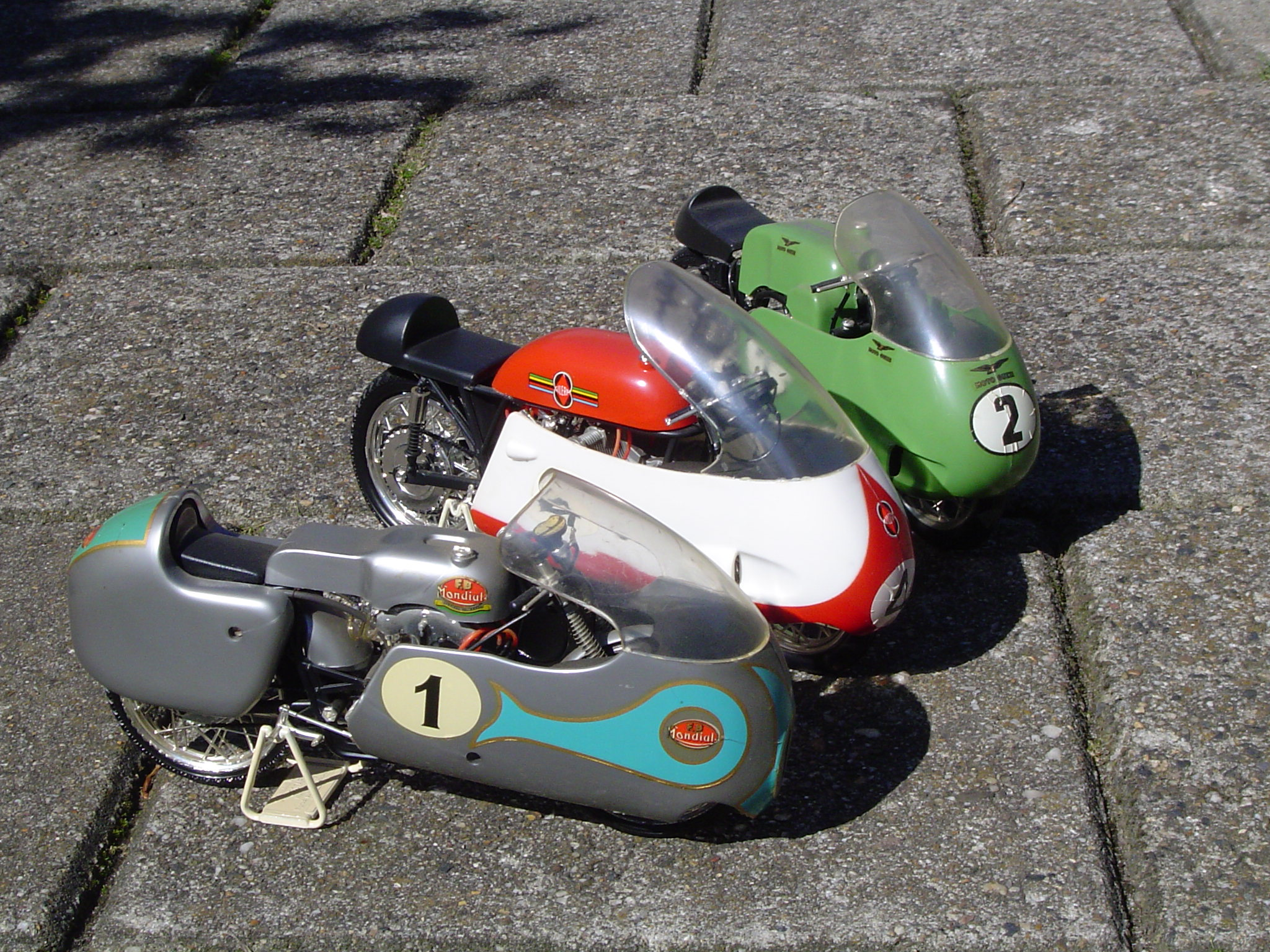
Badkuipen op (schaalmodellen van) motorfietsen uit de jaren vijftig: Mondial 250 cc, Gilera 500 cc en Moto Guzzi 500 cc

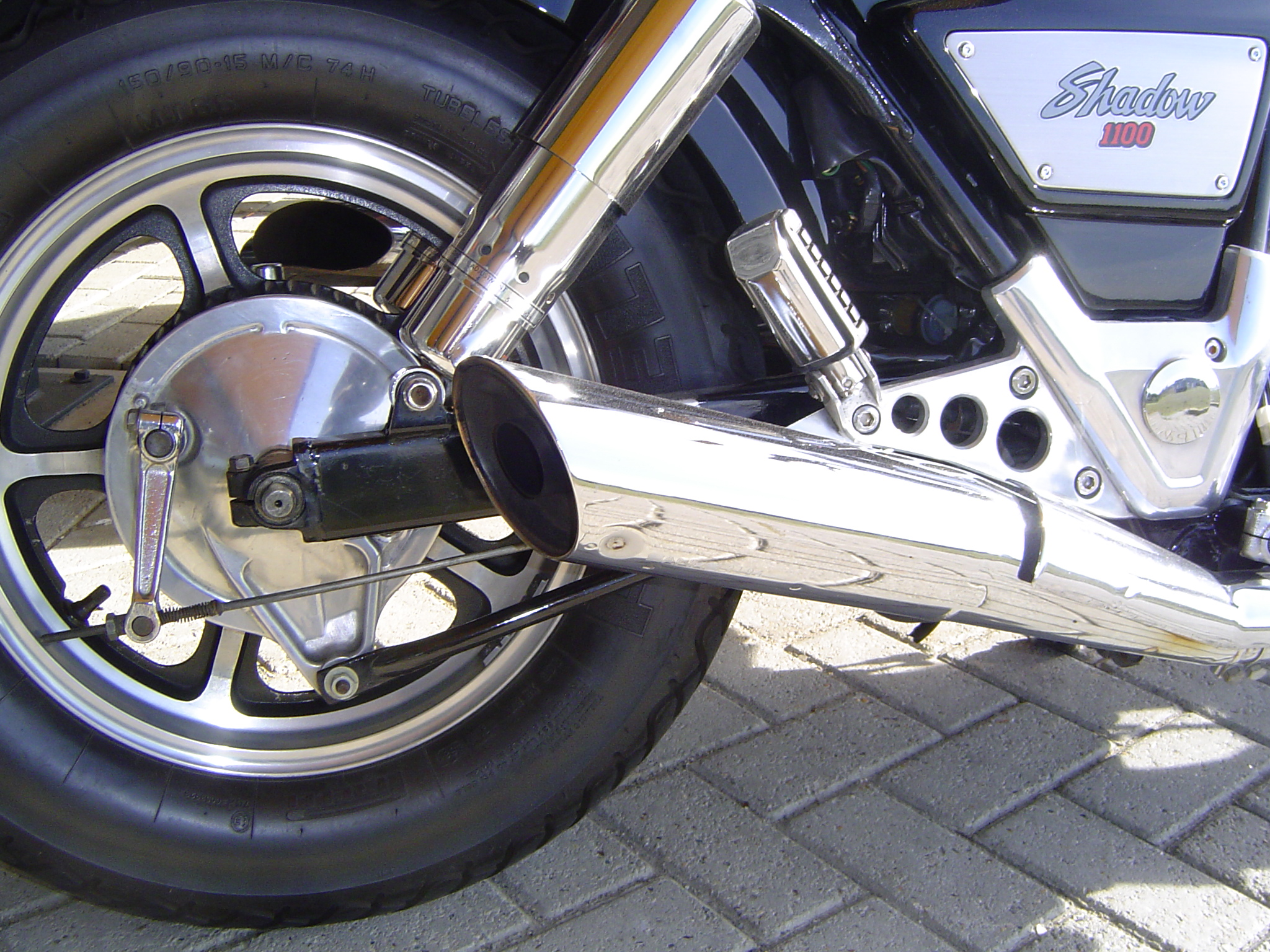
Baloney

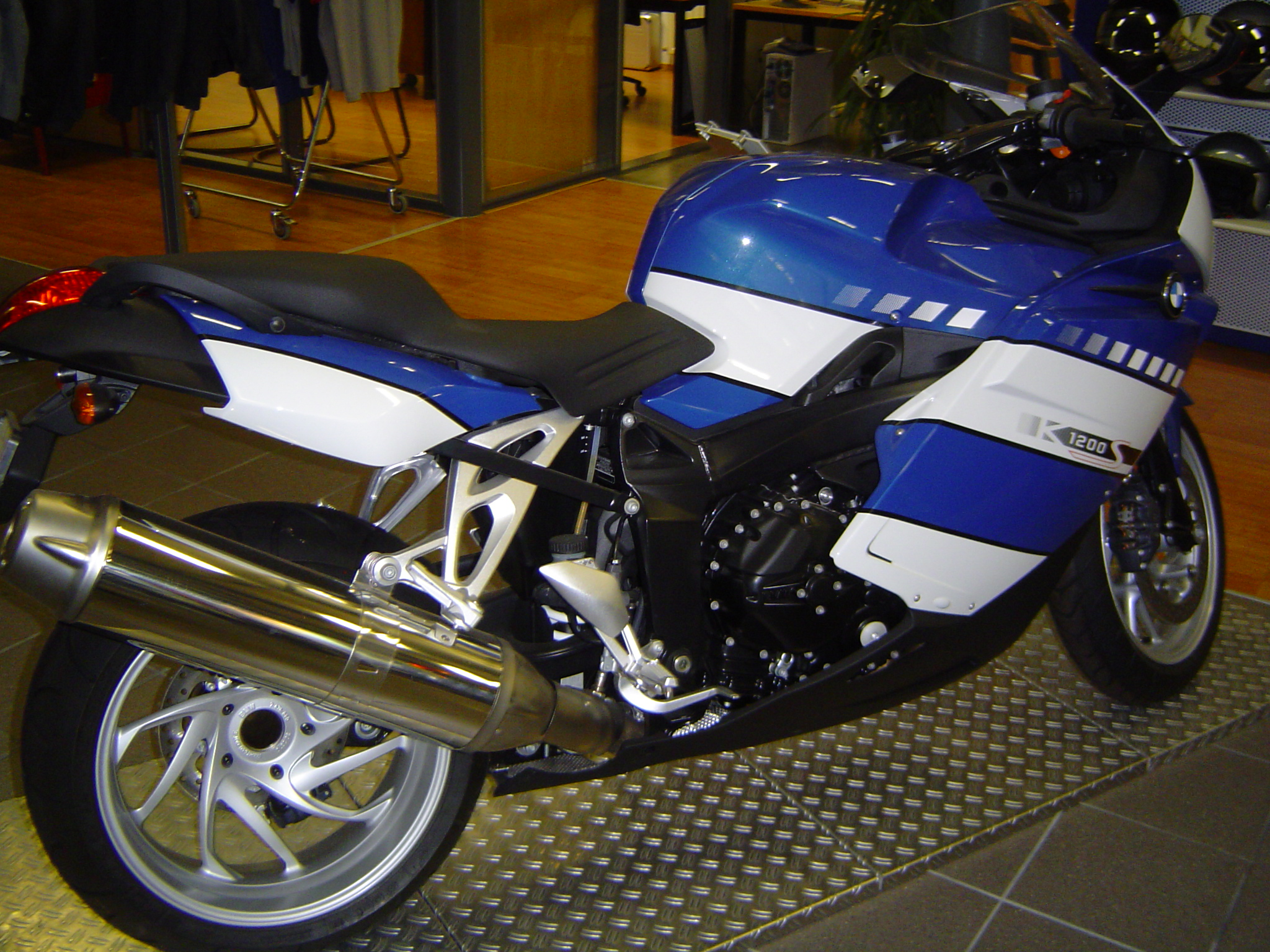
Bayerbusa

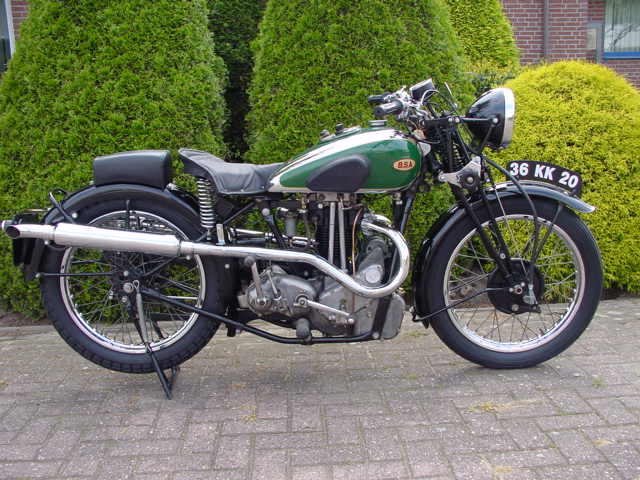
Beeza

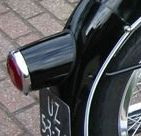
Berenlul (BMW R 50/2 1964)

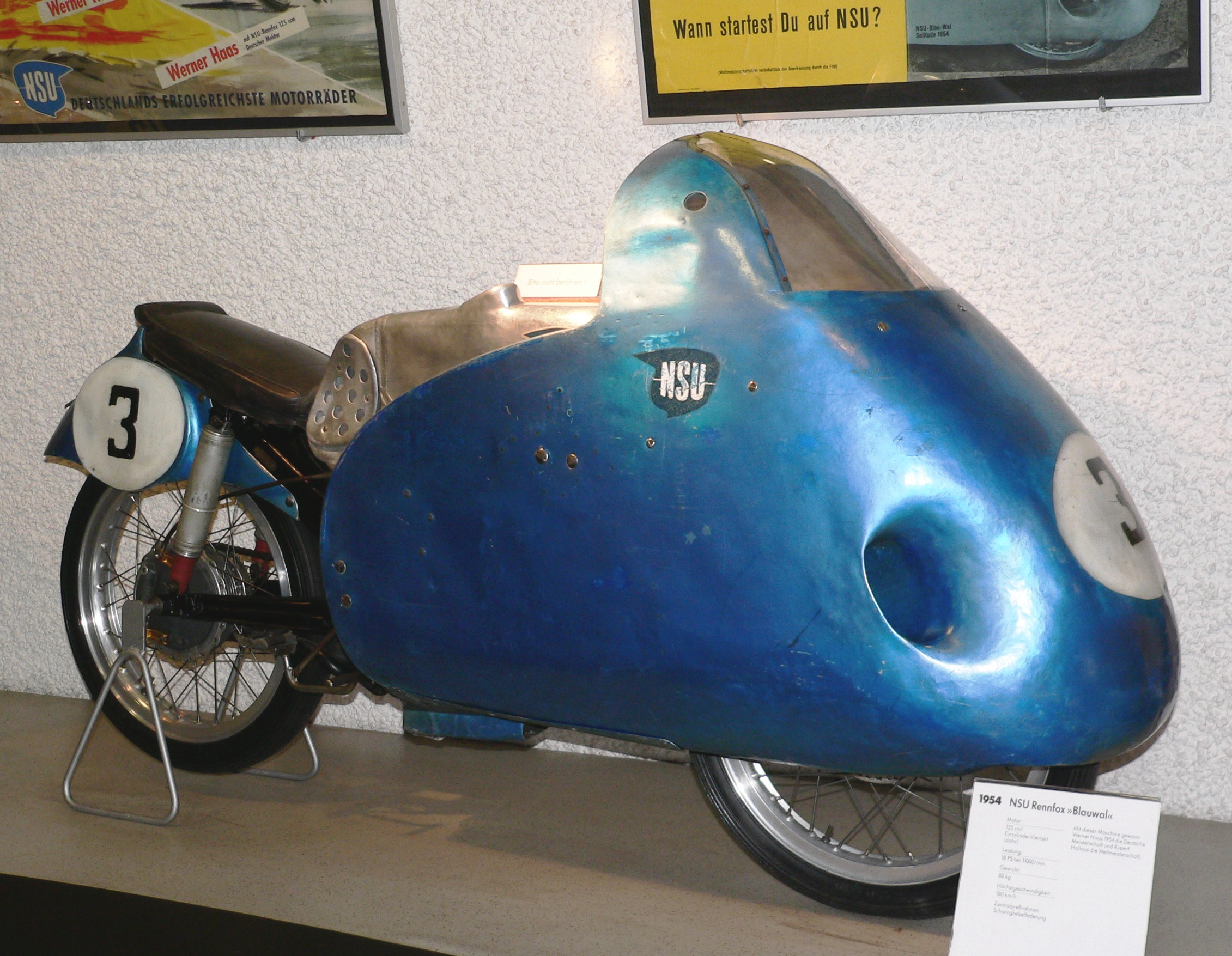
Blauwe Walvis

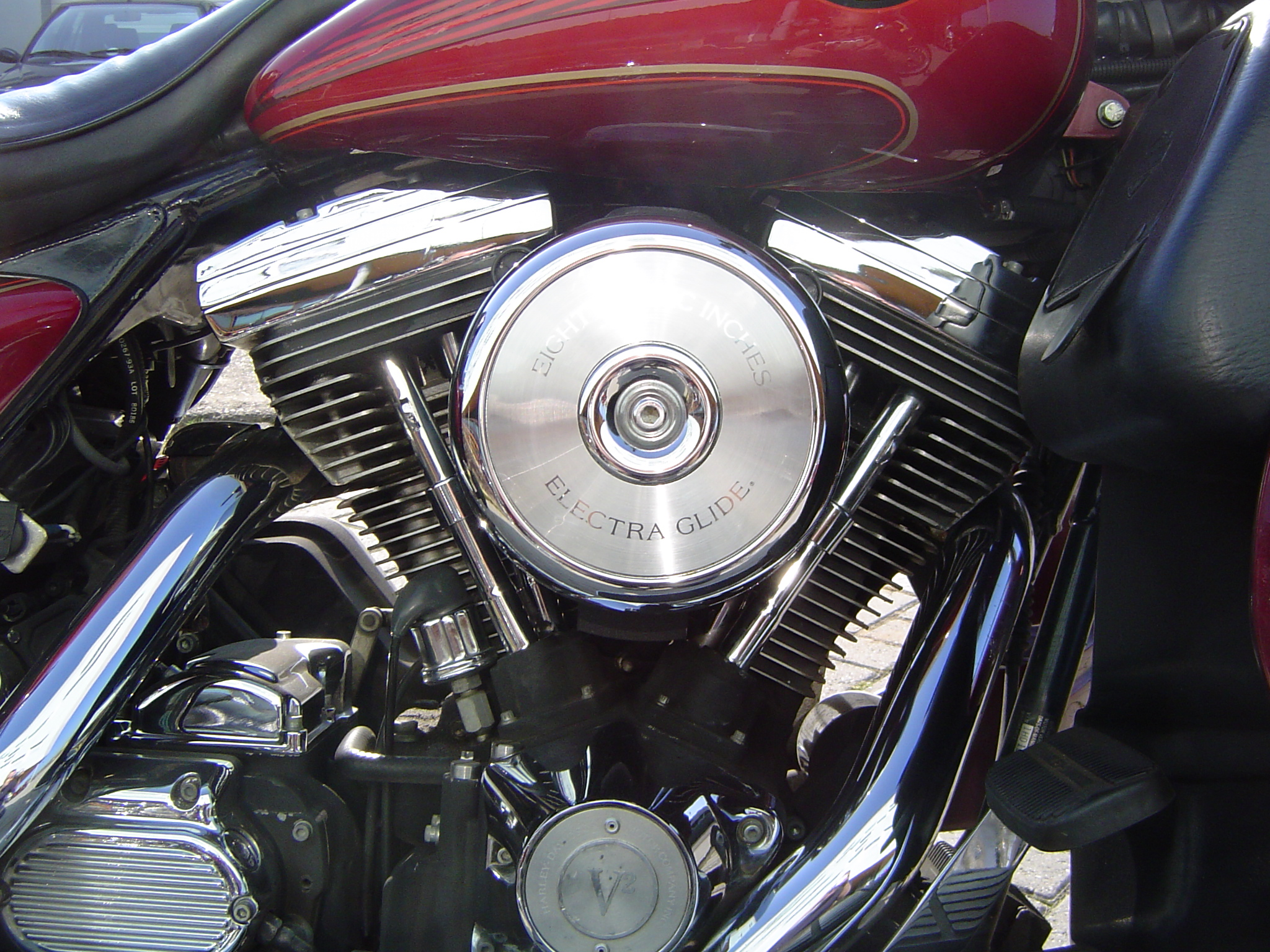
Een Blockhead

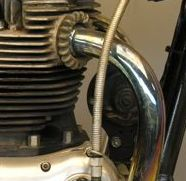
Blueing

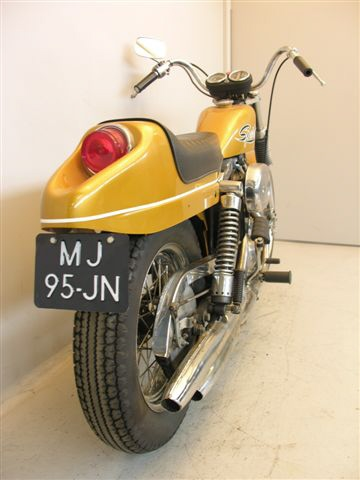
Boatback

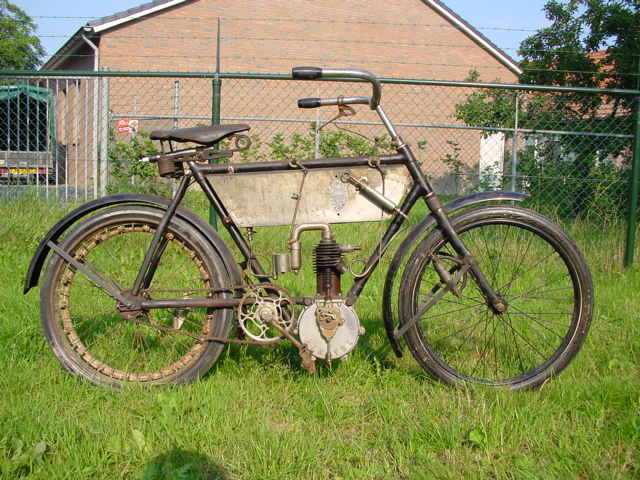
Deze Alcyon 2 HP uit 1906 is een echte Bone shaker

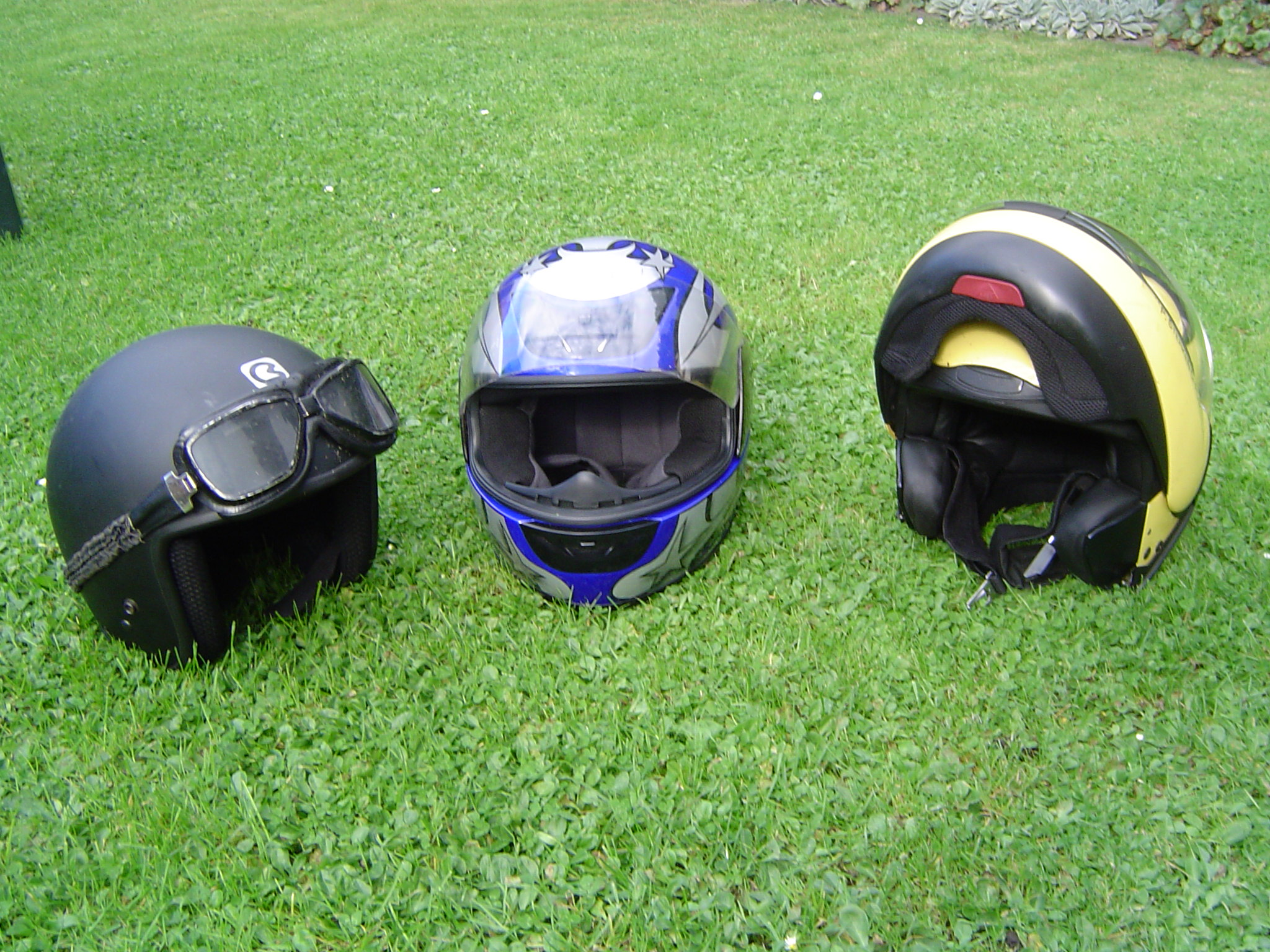
botspetten

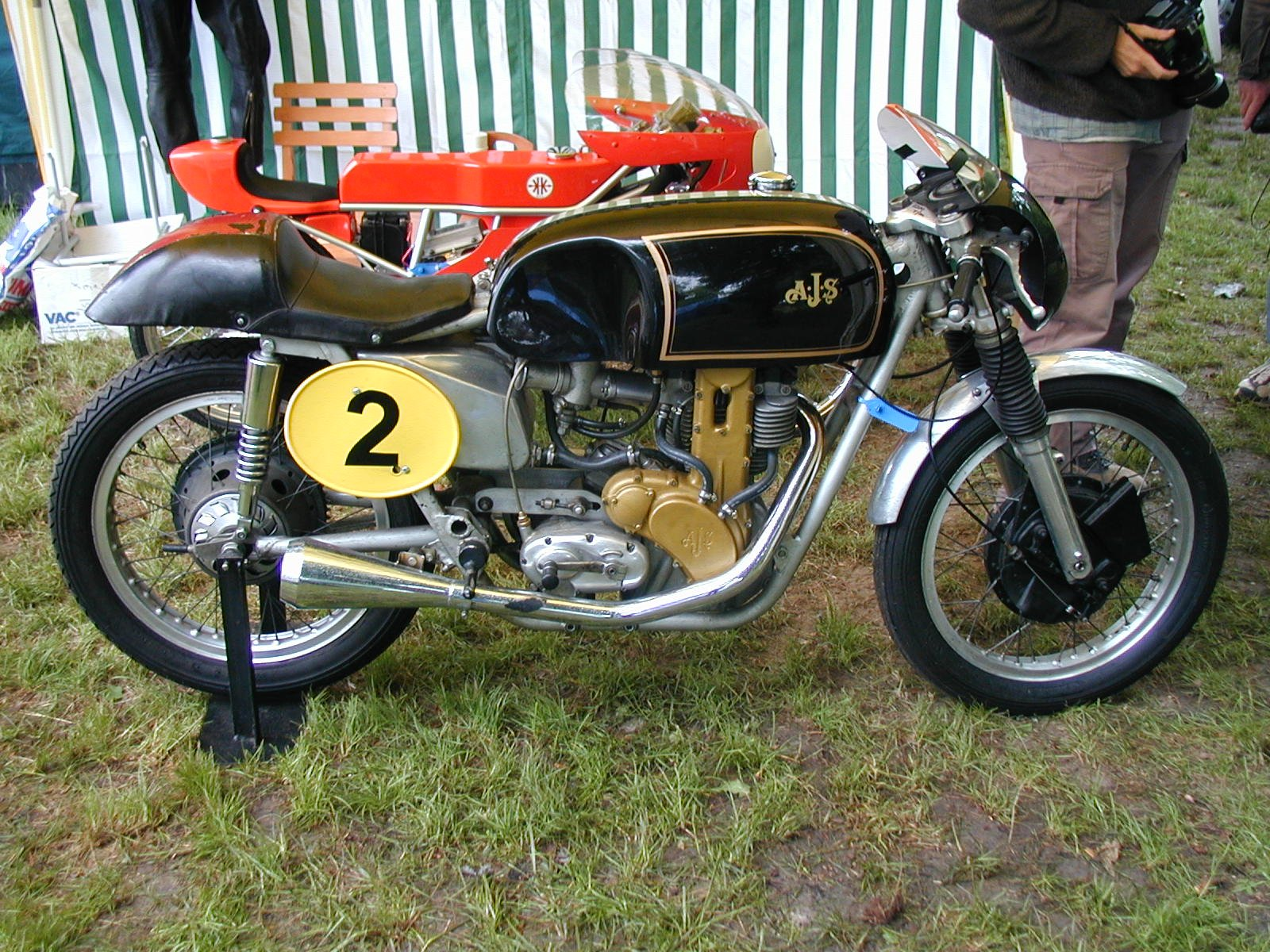
De legendarische AJS 7R Boy Racer

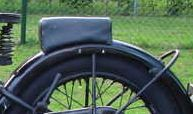
Een broodje achter op een BSA S30 uit 1930

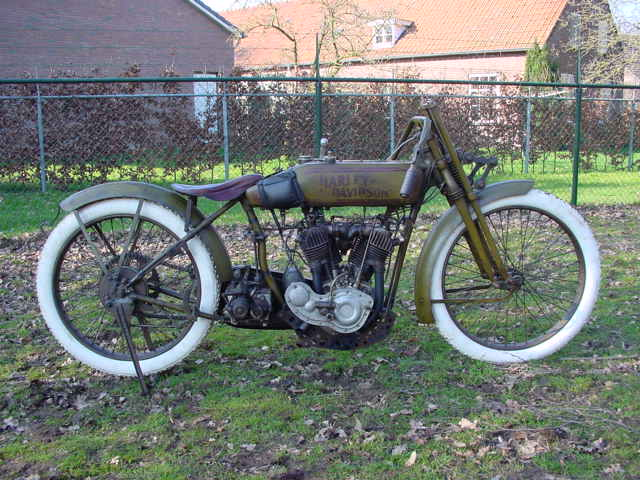
Brooklands drops-stuur op een Harley-Davidson 25-FH racemotor uit 1925

BACA
Bikers Against Child Abuse. Groep motorrijders, in Nederland en vele andere landen, die als doel hebben een veiligere omgeving te realiseren voor misbruikte en/of mishandelde kinderen, Jaren later is er een splitsing geweest van BACA NL naar BACA  international , diverse BACA leden hebben CS-Riders opgericht vanuit het noorden van het land en zijn verder gegaan als CS-Riders.
Baconslicers
Baconslicers betekent letterlijk: speksnijders. Dit waren extra koelribben die om de remtrommels van Engelse motorfietsen waren aangebracht. De naam werd ook wel gebruikt voor motorfietsen met een uitwendig vliegwiel, zoals met name veel Moto Guzzi-modellen die hadden.
Bad Bayle
Bijnaam van de Franse crosser/wegracer Jean-Michel Bayle. De bijnaam is geïnspireerd op “Bad Boy” Ricky Johnson.
Bad boy
Bijnaam van de Amerikaanse crosser Ricky Johnson.
Badkuip
Bijnaam voor de druppelstroomlijn die in de jaren vijftig op wegrace-motoren werd gebruikt.
Bahnburner
Duitse aanduiding voor motoren die het predicaat autobahnfest verworven hadden. De eerste was in 1967 de Moto Guzzi V 7. Later werd de naam ook gebruikt voor motoren die simpelweg erg snel waren.
Bakfiets
Bijnaam voor een motor met zijspan.
Bakfiets rijden
Wordt onder motorrijders weleens gezegd over iemand die bijzonder houterig rijdt.
Baloney
een schuin afgesneden uitlaatdemper van een motorfiets, vaak toegepast op customs. Deze doet aan een schuin afgesneden worst (“baloney”) denken.
Bankstel op wielen
Spotnaam voor de Honda GoldWing-modellen die zeer groot en luxe zijn uitgevoerd. Ze worden ook wel touringcar, halve auto, Scania en Lead Wing genoemd.
Bayerbusa
Bijnaam voor de BMW K1200S (2004), als vergelijking met "Bayern" en de Suzuki GSX 1300 R Hayabusa.
Beamer
Engelse bijnaam voor auto's en motorfietsen van BMW. De Amerikanen schrijven het als Beemer.
Beast
bijnaam voor de 500cc-racer Honda RC 181, waarmee onder anderen Mike Hailwood en Jim Redman in de jaren zestig moesten proberen de MV Agusta's voor te blijven. Het beest combineerde een voor die tijd gigantisch vermogen (85 pk) met een zeer slecht sturend frame en het berijden ervan had iets van een rodeo.
Beehive
Beehive betekent bijenkorf. Onder motorrijders is dit de bijnaam voor het achterlicht van Harley-Davidson (jaren veertig) dat aan een doorgesneden bijenkorf deed denken. Tegenwoordig worden beehive-achterlichten voor customs nog veel toegepast.
Beeza, Beeza Three, Beezer
Beeza is de Engelse bijnaam voor het motorfietsmerk BSA, dat in de Verenigde Staten beezer wordt genoemd. Beeza was overigens ook de naam van een door BSA in 1951 ontwikkelde scooter die nooit in productie kwam. De bijnaam voor de driecilinder-BSA A 75 Rocket III (vanaf 1968) was Beeza Three.
Bellenblazer
Spotnaam voor een custom of choppermotorfiets.
Bellini
bijnaam van de Italiaanse coureur Tarquinio Provini.
Bemsee
Bijnaam voor de British Motor Cycle Racing Club (BMCRC).
Berenlul
Bijnaam voor de cilindrische achterlichten van oude BMW-motorfietsen.
Beugelbeha
Spotnaam voor valbeugels voor BMW-boxermotoren, mede omdat de cilinders van deze motorfietsen (Guzzi met) hangtieten genoemd worden.
Biefstukwarmer
Bijnaam voor de ILO-60- en later 48cc-hulpmotor die op de bagagedrager van een fiets kon worden gemonteerd.
Big Bertha
bijnaam voor grote lederen zijtassen van Harley-Davidson-motorfietsen uit het begin van de jaren veertig. Waarschijnlijk was de naam afgeleid van Dikke Bertha, een groot Duits kanon uit de Eerste Wereldoorlog.
Bijrijder
Term uit de endurosport. Tijdens de ISDE is de bijrijder bepakt en bezakt met gereedschap en onderdelen voor zijn kopman. Hij wordt ook wel "schaduwrijder" genoemd.
Biker
Een van oorsprong ongunstige benaming voor voltijdmotorrijders uit Amerika die bendes vormden. Zij reden bij voorkeur op Harley-Davidson-motorfietsen.
Billenwarmer
Bijnaam voor de DKW-hulpmotor uit 1919 die op de bagagedrager van een fiets kon worden gemonteerd.
Bimbo
Bijnaam van de Amerikaanse crosser Jim Pomeroy.
Biposto
tweezitter (een motorfiets met een duozadel). Bij snelle Italiaanse motorfietsen (Ducati's) wordt dit vaak in de type-aanduiding vermeld als de machine voor duogebruik geschikt is, in tegenstelling tot de SP-modellen (Sports-Production). Bij biposto’s zit het duozadel vaak wel onder een kapje verborgen.

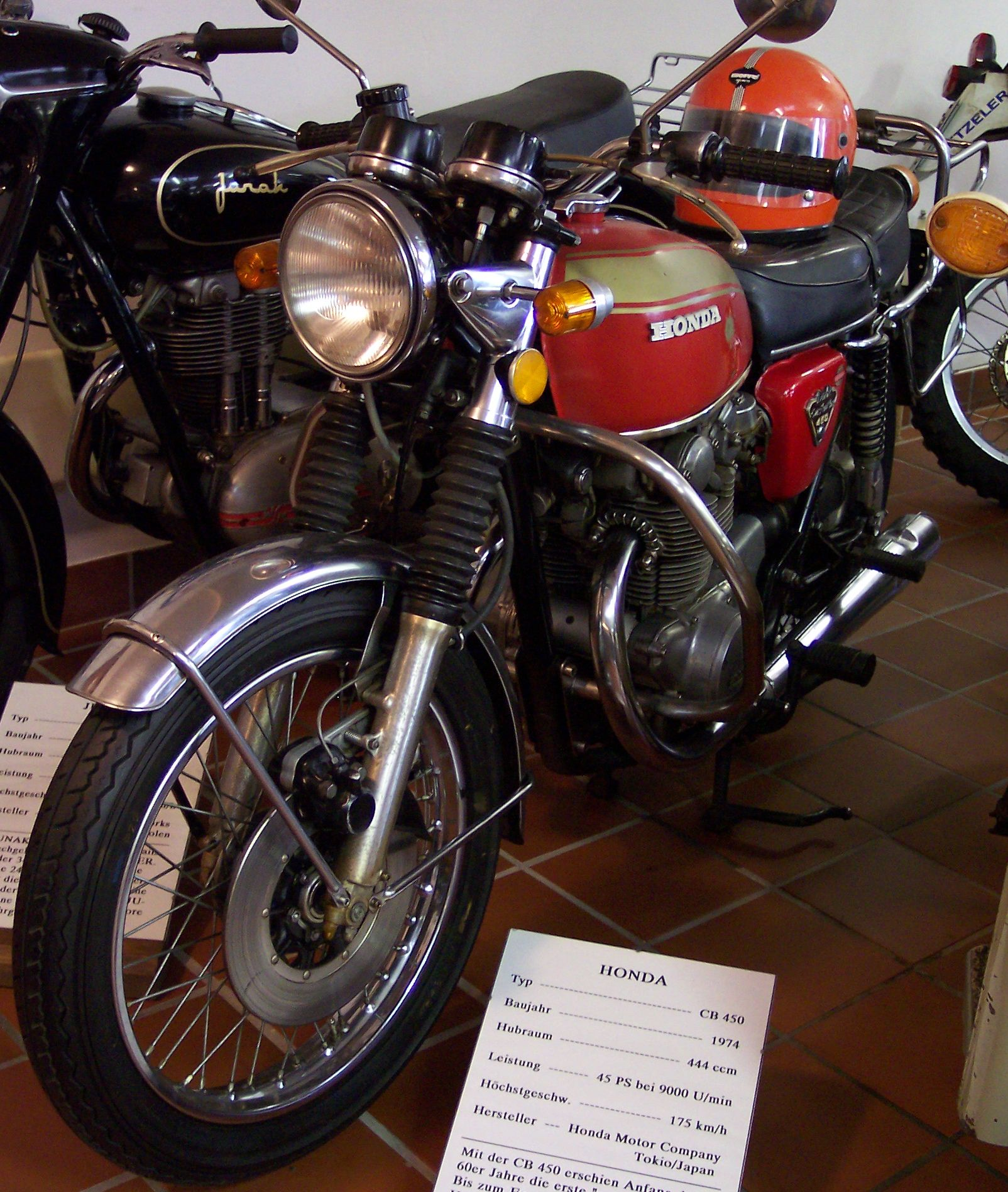
Black Bomber
bijnaam voor de Honda CB 450 K0 uit 1966-1968. Deze motorfiets was in de geschiedenis van het merk belangrijk, omdat hij met zijn tamelijk hoge motortoerentallen en indrukwekkende motorvermogen zeer snel was. Het motorblok was uitgerust met torsiestangen in plaats van klepveren en dubbele bovenliggende nokkenassen, wat voor een straatmotor bijzonder was. Daarmee werden aan de Europese motorfietsindustrie behoorlijke klappen uitgedeeld. De machine was in wegraces zelfs sneller dan 500cc-eencilinders. De Black Bomber werd ook wel Big Black Bomber of Black Hawk genoemd.
Blade, Blade runner
Blade is de afkorting voor de Honda CBR 900 RR Fireblade en de Honda CBR 1000 RR Fireblade-motorfiets. De berijder van een dergelijke motorfiets wordt "Blade Runner" genoemd.
Blauwe Henkie
bijnaam van de Nederlandse motorcrosser Henk Aarts, naar zijn blauwe Husqvarna-teamshirt.
Blauwe walvis (Blauwal)
Bijnaam van de NSU Rennfox 125 R 11 uit 1954. Deze racemotor was voorzien van een grote blauwe stroomlijn die ook het voorwiel omsloot.
Blazen
Hard rijden (ook wel "knallen", "gassen", "scheuren", "gummen" of "vlammen" genoemd).
Blèrpijp
Een lawaai-uitlaat van hoogtoerige motoren. Ook de expansiepijp wordt wel zo genoemd.
Blèrkip
Lid van "De Blèrkippen", een groep motorrijders met patenten op kneedowns en wheelies. Vormen gedurende het motorseizoen veelal samenscholingen op de zogenaamde klaverbladen alsmede bochtige dijkwegen. Deze groep is te herkennen aan een enigszins rappe rijstijl en zijn door de blèrpijpen veelal op geruime afstand hoorbaar.
Blockhead
Bijnaam voor het Harley-Davidson Evolution-blok uit 1984, dat ook wel Evo-Head wordt genoemd. De presentatie van een nieuw motorblok van Harley-Davidson is een vrij zeldzame gebeurtenis, waardoor ze bijna allemaal een eigen bijnaam krijgen. Zo is er de Alloy Head, de Flathead, de Ironhead, de Knucklehead, de Panhead en de Shovelhead. Er wordt wel gezegd dat Rubies alleen op blockheads rijden, Hells Angels alleen op Shovelheads.
Blok
Motorblok
Bloop
Bijnaam voor de motorfiets Suzuki B100P uit 1964. Deze bijnaam ontstond uiteraard door creatief lezen van de typenaam. Men bedoelde dan dat deze motorfiets een mislukking (blooper) was.
Blue Prince
bijnaam voor de New Imperial 350cc-kopklepper uit 1930.
Blueing
Het blauw kleuren van uitlaatbochten door hard rijden of een verkeerde afstelling van ontsteking of carburateur(s).
Blutblase
Blutblase (bloedblaar) was de bijnaam voor de DKW Luxus 300, vanwege zijn knalrode tank in een tijd dat felle kleuren bij motorfietsen nog zeldzaam waren.
Boattail
Bijnaam voor het achterspatbord van de eerste door Willy G. Davidson ontworpen Harley-Davidson, de Sportster uit 1970.
Bob
Letterlijk: couperen. Dit houdt in dat alle overbodige onderdelen van een motorfiets worden gesloopt. De bob-rage van motorfietsen uit het einde van de jaren veertig betekende de geboorte van de chopper.
Bob Job
Het inkorten van het achterspatbord, van to bob (couperen). Zie ook Bobtail en Sleek bob.
Bobo
Bobo is de bijnaam van de Nederlandse wegracecoureur Johan van Eijk, maar Bobo staat ook voor BOnds BOns, een spotnaam voor bondsbestuurder, niet specifiek voor de motorsport, maar wel in de vorm van bijvoorbeeld Decibo, de bobo die belast is met de geluidskeuring. Zijn bijnaam is een samenvoeging van decibel en bobo.
Bobtail
Ingekort achterspatbord.
Boes
Bijnaam van de Hayabusa.
Boet
Roepnaam van Antonius Pius Maria van Dulmen, een van Nederlands beste 500cc-wegracecoureurs.
Bol
Afkorting voor de Honda CB 750 en CB 900 F Bol d'Or.
Bone shaker
oorspronkelijke bijnaam voor onafgeveerde motorfietsen. Tegenwoordig wordt deze naam gebruikt voor hardtails (motorfietsen zonder achtervering).
Bonnie
Bijnaam voor de legendarische (Meriden) Triumph Bonneville 650/750 cc, gebouwd van 1959 tot en met 1983.
Borrelglaasjesklasse
de (niet meer bestaande) 50cc-klasse bij wegrace. De naam is waarschijnlijk in het leven geroepen door de “MR. TT” en latere tv-verslaggever Jaap Timmer.
Botaniseertrommel
Nederlandse bijnaam van de BSA Model B (vanaf 1923), die een ronde tank had en in Engeland "Round Tank" werd genoemd.
Botervloot
spottende benaming voor motorfietsen met een stroomlijnkuip in de tijd dat dit nog geen gemeengoed was. Ook wel Tupperware of cementmolen genoemd.
Botspet of Botsmuts
Valhelm
Boulevardcruiser
Motorfiets die alleen bij mooi weer wordt gebruikt.
Boy racer
de bijnaam voor de 350cc-productiewegracer AJS 7R, die werd ontworpen door Philip Walker en Jock West, en werd gepresenteerd in februari 1948. Deze motorfiets was zo snel, dat het merk Matchless, dat tot hetzelfde concern als AJS hoorde, haar motorfietsen eerst van dezelfde frames en later ook van dezelfde, zij het grotere motorblokken (500 cc) voorzag.
Braincap
een valhelm die slechts een klein gedeelte van het hoofd bedekt en zelfs de oren vrij laat. Dit type werd aanvankelijk door motorrijders in de Verenigde Staten van Amerika gebruikt om te voldoen aan de wet: men moest een helm dragen maar aan die helm werden nauwelijks eisen gesteld.
Breedcarter
aanduiding voor Ducati-eencilinder-motorfietsen vanaf de 350 Scrambler (1968). De breedcarters ontstonden toen Fabio Taglioni de smalcarters verbeterde met een groter (2,5 liter) carter, bredere krukwangen en verstevigde carterhelften.
Brenner Hulkie
Bijnaam van de Nederlandse wegracecoureur Klaas Hernamdt.
Briet
Den Briet was de bijnaam van de coureur Jack Middelburg, die meestal Jumping Jack werd genoemd. De bijnaam "den Briet" erfde hij van zijn grootvader, die briketten verkocht.
Brilletje
De verchroomde rand rondom de dubbele koplampen van de Triumph Trophy-modellen uit 1996.
Brommer
(1) tweewieligvoertuig met 50cc-motor, ook wel Bromfiets; (2) roepnaam voor zware motorfietsen.
Broodje, Broodzadel
Klein kussentje dat op het achterspatbord werd gemonteerd. Eigenlijk was dit een zitplaats voor de duopassagier, maar het broodje werd vroeger bij wegraces gebruikt om platter op te motor te kunnen liggen. Tegenwoordig worden broodjes nog op customs toegepast.
Broodrijder
Een professionele motorrijder. De term wordt meestal gebruikt voor motoragenten, wegenwachters, legerordonnansen en koeriers, maar soms ook voor profcoureurs.
Broodrooster
Benaming die voor verschillende soorten bagagerekjes wordt gebruikt: oorspronkelijk voor een plaatstalen bagagedrager uit de jaren veertig (Harley-Davidson). Later ook voor een spijlenrekje van Harley en zelfs voor het rekje dat op de tank van Laverda's was gemonteerd. Het oorspronkelijke plaatstalen exemplaar werd ook wel castrator of duivenplatje genoemd.
Broodsnijmachine
Zie Baconslicers.
Broodtrommel
Bijnaam voor de eerste modellen topkoffers. Met name de exemplaren van de Engelse fabrikanten Craven en Rickman hadden inderdaad veel van een broodtrommel weg.
Brooklands Drops
benaming voor een afhangend racestuur dat op zeer oude wegrace-motorfietsen was gemonteerd. De handvatten hingen vrijwel recht naar beneden. Brooklands drops zijn genoemd naar het vroeger zeer bekende Brooklands circuit (nabij Weybridge in Engeland).
Brough Inferior
Brough Inferior (minderwaardige Brough) is een sarcastisch bedoelde bijnaam, bedacht door William Brough die zelf het motorfietsmerk Brough opbouwde. Hij doelde hiermee op zijn eigen producten. Zijn zoon George had zijn eerste eigen motorfiets Brough Superior genoemd. De Superior was echter inderdaad de betere motorfiets, waarschijnlijk de beste die er in de jaren dertig gebouwd werd.
Brozem
Samentrekking van “bromfiets” en “nozem”. In de jaren zestig gebruikt om “brommende” jongeren aan te duiden.
Brufsup
afkorting/bijnaam voor motorfietsen van het Britse merk Brough Superior.
Brute Horsepower Shootout
vermogenswedstrijd tussen zgn. “street-legal” motorfietsen tijdens de jaarlijkse Daytona Bike Week in de VS. Bij deze wedstrijd wordt niet gereden, het motorvermogen wordt bepaald op een testbank.
Buckhorn bar
een stuur van Harley-Davidson-motorfietsen, onder andere van de FXDB Dyna Glide Daytona en de Low Rider-modellen. Oorspronkelijk zat een dergelijk stuur al op de Hydra Glide-modellen uit de jaren vijftig. Ook wel Cowhorn bar genoemd.
Buddytas
Een tas voor een motorfiets die lijkt op een tanktas maar die op de buddyseat of het kontje van de motorfiets wordt geplaatst. Dit betekent soms dat er geen duopassagier meer kan worden meegenomen. Het voordeel van een buddytas is dat deze niet aan de motorfiets gemonteerd hoeft te worden.
Buikschuiver
Bijnaam voor een sportieve motorfiets, waarop de berijder voorover (met de buik op de tank) zit. Ook wel polderkanon genoemd.
Bull bar
Oorspronkelijk zeer zware bumper voor vrachtauto's. Het kleine chroomrekje voor sommige Harley-voorspatborden werd ook zo genoemd. Tegenwoordig zijn ze leverbaar voor vrijwel alle custom-motorfietsen. Ook wel Fendertrim genoemd.
Burn a check
te vroeg inchecken bij een controlepost tijdens een endurowedstrijd. Voor sommige proeven staat een "ideale" tijd. Men mag niet te langzaam zijn, maar wie te snel is, maakt een domme fout: je kan immers wachten tot de ideale tijd bereikt is. Een fout die net zo dom is als geld verbranden.
Busa
Bijnaam van de Suzuki GSX 1300 R Hayabusa

## C

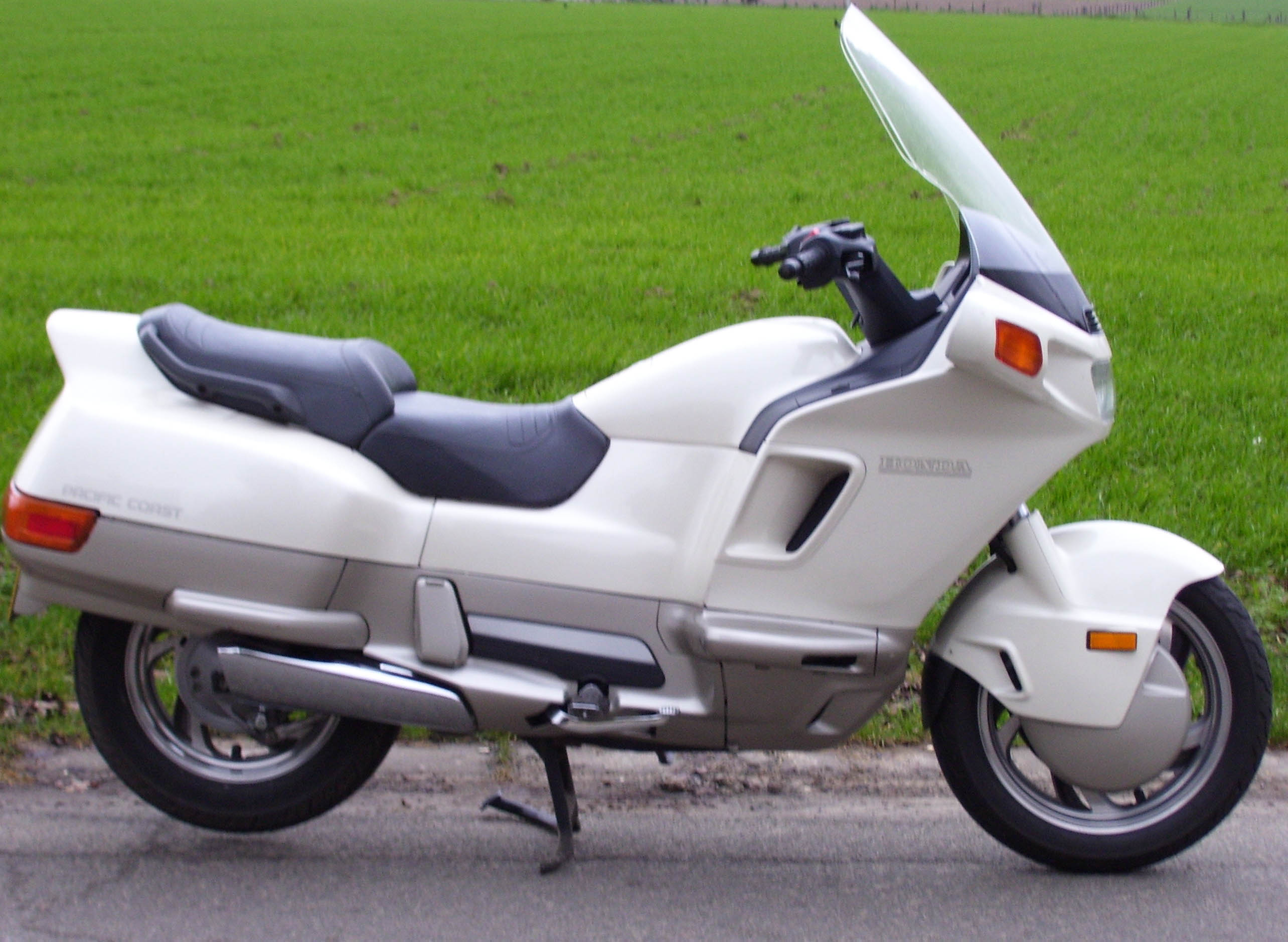
Chemisch Toilet

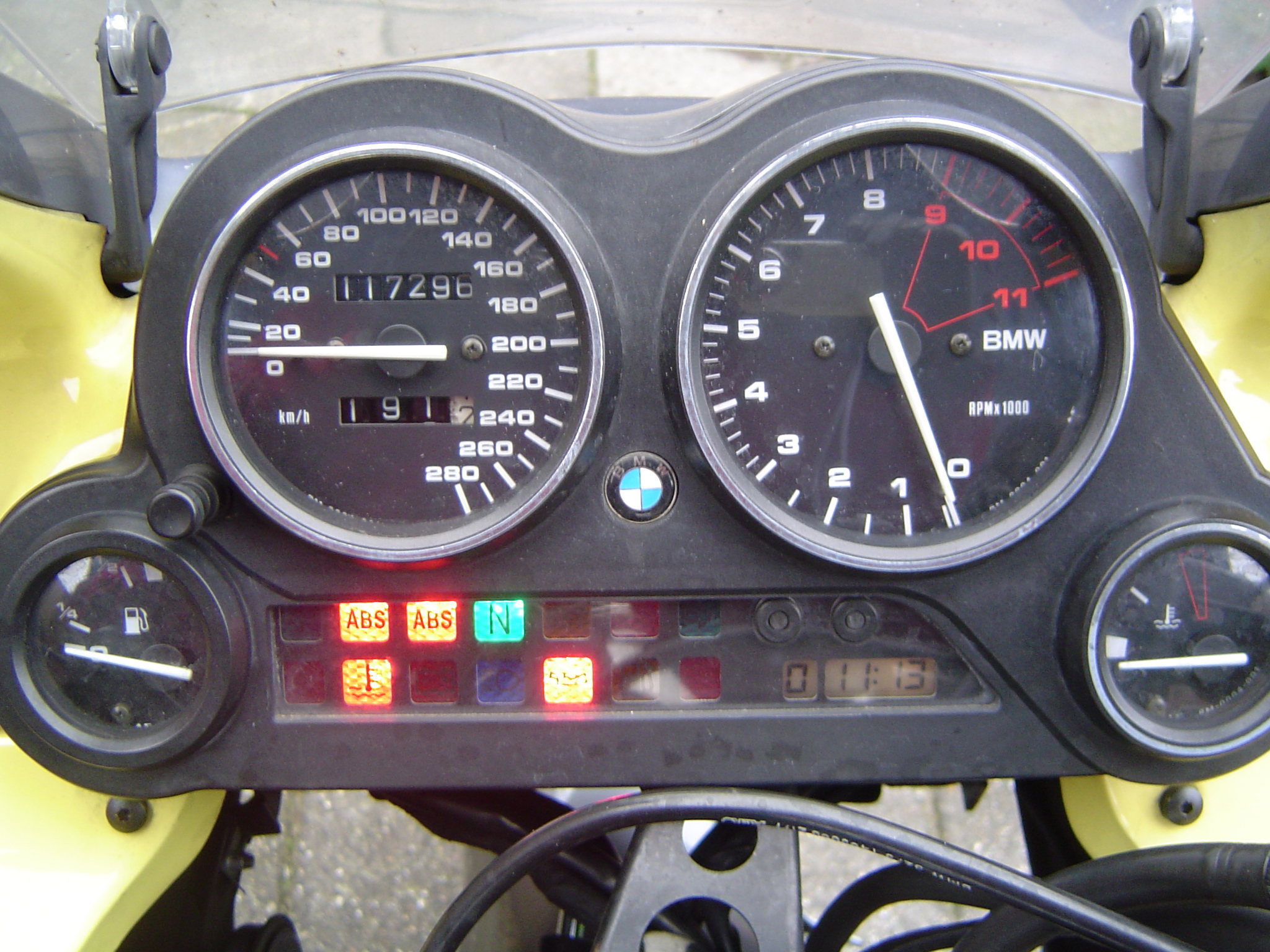
Cockpit

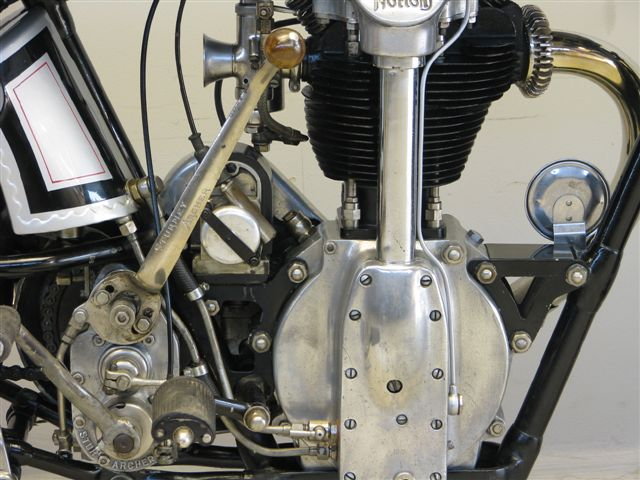
Cricket Bat Norton

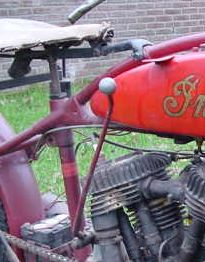
Crotch-shifter

California Bobber
Een motorfiets waarvan het achterspatbord boven het achterwiel is afgezaagd, naar het voorbeeld van de dirttrack-motoren. Zie ook bob job.
California pullback bar
Een hoog, naar achteren gebogen stuur voor choppermotorfietsen.
Cam Can
een sprong bij Freestyle motocross waarbij beide voeten aan één kant van de motorfiets hangen. Als de voeten tijdens de landing nog niet op de steunen zijn, heet het een cam can landing. Als beide voeten aan weerszijden van de motor worden gebracht, is het een Double Cam Can Both To Both (both feet to both sides).
Cammy
Engelse bijnaam voor motoren met bovenliggende nokkenas. Zie ook camshaft.
Candlestick
een slecht werkende achterschokdemper die gelijkenis vertoonde met een kandelaar. Hij werd gebruikt door de Associated Motor Cycles-merken Norton, AJS en Matchless vanaf de Tweede Wereldoorlog tot begin jaren vijftig, toen ze werden vervangen door de Jampot.
Candybar
een sprong bij Freestyle motocross waarbij de rijder in de lucht één voet naast een arm brengt. Als hij het met twee voeten doet, is het een Double Candybar.
Cannonball
Bijnaam van motorcoureur Erwin G. Baker, die in het begin van de twintigste eeuw successen oogstte met onder andere Indians.
Captain America
Bijnaam van wegracecoureur Ben Bostrom.
Captain Cobalt
Bijnaam van de Amerikaanse crosser Jim Ellis.
Car on two wheels
Bijnaam van de FN-viercilinder uit 1905.
Cardanfiets
Motorfiets met cardanaandrijving.
Cartridge voorvork
een telescoop-voorvork van een motorfiets waarbij één vorkpoot de demping bij het uitveren regelt en beide vorkpoten voor de invering zorgen. Hierdoor wordt een gewichtsbesparing bewerkstelligd, die belangrijk is omdat de dempings- en veringsonderdelen bij het onafgeveerde gewicht van het voorwiel horen. Hoe lager dit gewicht is, des te beter is het wegcontact.
Castrator
Amerikaanse bijnaam voor bagagerekjes die op de tank gemonteerd waren. Als de rijder te ver naar voren gleed tijdens het remmen, kon dat zeer pijnlijk zijn.
Catseye dash
Afdekplaat voor lampjes, contactslot en tankdop van oude Harley-Davidson-motorfietsen. De lampjes leken op kattenogen.
Cementmolen
Spottende benaming voor motorfietsen met een stroomlijnkuip in de tijd dat dit nog geen gemeengoed was. Ook wel botervloot of Tupperware genoemd.
Chair
De Engelse bijnaam voor een zijspan.
Chaps
Een lederen overtrek zonder kruis voor een broek. Deze werd vroeger door cowboys gedragen en is tegenwoordig populair onder motorrijders in het customwereldje.
Chemisch toilet
Bijnaam van de Honda PC 800 Pacific Coast, die met zeer veel kunststof is omgeven. Ook wel Tupperware genoemd.
Chicken run
was vroeger in kringen van Engelse rockers een populair tijdverdrijf. Het bestond uit het simpelweg op volle snelheid met een motorfiets kruisen van een drukke weg, op goed geluk. Er was nog een andere mogelijkheid: Twee motorrijders rijden op elkaar af, en degene die als eerste uitwijkt is een “chicken” (lafaard). De tegenhangers van de rockers waren indertijd de Mods.
Chicken strips
zie Schaamranden
Chimney
(de schoorsteen),  bijnaam voor de Honda-Model A (Cub) motorfiets uit 1946. Dit was een 50cc-tweetakt, die nogal wat rook produceerde. Dat kwam vooral door de slechte benzine in het naoorlogse Japan. Of het hierdoor kwam, is niet bekend, maar Honda zou al snel overschakelen op de productie van viertaktmotoren om hun motorfietsen aan te drijven. In tegenstelling tot andere Japanse motorfietsmerken zou het jaren duren voor er weer tweetaktmotoren werden gebruikt.
Chopped Hog
gechopte Harley-Davidson. Zie ook Hog.
Chubby
Bijnaam van de Spaanse wegracecoureur Carlos Checa.
Champi
bijnaam van de Spaanse wegracecoureur Manuel Herreros. Hij veroverde in 1988 de laatste 80cc-wereldtitel.
Chopperyup
motorrijder met twee gezichten: door de week een kantoorbaan en in het weekend zo stoer mogelijk, ongeschoren en met een dikke motorfiets rond rijden. In Amerika RUB of Ruby (Rich Urban Biker) genoemd. De Amerikaanse chopperyup neemt meestal geen genoegen met namaak en springt direct op een echte Harley-Davidson, maar in Europa zijn Japanse customs populair. Ook wel Dollar Biker of Rambi (Rambo-Bambi) genoemd.
Chout
wat men ook wel een hybride-motorfiets noemt: Een Indian Chief-motor in een Indian Scout-frame.
Cilinderwerpen
Vrijwel uitgestorven tijdverdrijf op motortreffens. Het lijkt op kogelstoten, maar wordt met een cilinder van een motorfiets gespeeld. Cilinderwerpen is een van de Silly games die bij dergelijke gelegenheden gespeeld worden.
Cirkelzaag
Een kettingtandwiel dat zo versleten is dat de tanden rond en scherp zijn geworden.
Clearasilklasse
bijnaam voor de Yamaha TZR 125-opleidingsklasse voor jonge coureurs in de wegrace voor motorfietsen. Deze klasse bestaat niet meer, maar in verschillende landen zijn nog steeds speciale race-klassen voor jong talent. De naam "Clearasilklasse" slaat op een product tegen jeugdpuistjes.
Clicker
een sprong bij Freestyle motocross waarbij de voeten over het stuur worden gestoken en de hakken tegen elkaar worden gebracht. Als dit twee keer gebeurt heet het een Double Clicker. Als een hand wordt aangetikt is het een Clicker To One Hand.
Clickety Click
Bijnaam voor de voormalige Route 66, een Amerikaanse snelweg waar nog slechts enkele restanten van bestaan, die bij motorrijders bijzonder populair zijn.
Cliffhanger
een sprong bij Freestyle motocross waarbij het stuur in de lucht wordt losgelaten waarna de voeten het stuur aanraken.
Clutch artist
Bijnaam voor een trialrijder. Het gevoelig gebruik van de koppeling (clutch) is bij trialmotorfietsen uiteraard van groot belang.
Cobblestoning
Het stuiteren van de voorvork op een slechte weg. Dit is vooral een probleem bij Girdervorken.
Cockpit
Tellerhuis, waarin in elk geval de snelheidsmeter, meestal de toerenteller en een aantal lampjes (vrijstand, oliedruk, dim/grootlicht) gehuisvest zijn. Vooral indien dit geheel in een kuip is geplaatst spreekt men van een cockpit.
Cockroach seat
kakkerlak-zitje, de naam van de speciaal gevormde achterkant van de Yamaha-500cc-wegrace-motorfietsen in 1998 om slipstreamen tegen te gaan.
Coffee bar racer
Engelse bijnaam voor de eigenaar van een café-racer (motorfiets). Deze jongeren uit de jaren vijftig en zestig werden ook wel Teddy boy genoemd.
Colonial
Engelse motorfietsmerken gebruikten de aanduiding "Colonial" in beginjaren van de twintigste eeuw om de meer robuuste modellen aan te duiden die bestemd waren voor de overzeese gebieden. Soms werden ook de modellen voor de thuismarkt apart aangeduid, zoals het Norton Model 16H (Home) en het Norton Model 17C (Colonial).
Combi
Een lederen motorpak dat uit twee delen bestaat.
Commercial
Een motorfiets of zijspan  voor commerciële doeleinden. Als voorbeeld kan men de Harley-Davidson Servi-car noemen. Zo zijn er ook door vele fabrikanten zijspannen gemaakt voor het vervoer van allerlei waar, zoals brood, vlees of ijs. Ook de ANWB-wegenwachtzijspannen waren commercials.
Company
de Harley-Davidson-fabriek, Milwaukee, Wisconsin. Ook Hog Heaven, American Iron en Milwaukee Iron genoemd.
Condoom
Regenoverall.
Conehead
Spotnaam voor de Suzuki Hayabusa. Deze naam ontstond door de bijzondere aerodynamische vorm van de neus. Deze vorm was echter nodig om stabiliteit te creëren bij extreem hoge snelheden.
Conimexman
Bekend pimper en blinger van Hinckley Thruxtons en Bonnevilles
Connie
bijnaam voor de Royal Enfield Constellation motorfiets uit 1958.
Conqueror
Conqueror (letterlijk: veroveraar) is de bijnaam van de Triumph Speed Twin motorfiets uit 1937.
Continental Circus
een groep van privé-wegracers uit heel Europa maar vooral ook van gebieden buiten Europa die vroeger van circuit naar circuit reisden. Door de professionalisering in de wegrace is de groep uitgestorven. De IHRO, die races voor klassieke motoren organiseert, wordt wel de voortzetting van het continental circus genoemd, omdat men er dezelfde coureurs en motoren vindt.
Corin Street
zie Showa Street
Cossack
merknaam waaronder de meeste motorfietsen uit de voormalige Sovjet-Unie in Groot-Brittannië verkocht werden. Het ging om de modellen uit Kiev (Dnepr), Minsk (MMVZ), Kovrov (Kovrovets), Irbit (Oeral), Izjevsk (IZj), Lvov Verkhovina en Riga (Sarkana-Swaigsne, Spiriditis en Riga).
Cowboy Kevin
Bijnaam van Kevin Schwantz (wegracecoureur), die in het begin van zijn carrière ook wel Texas Cowboy werd genoemd, naar zijn Texaanse afkomst. Later werd het Revvin' Kevin.
Cow Glide
bijnaam voor de Harley-Davidson FLSTN Heritage Softail Nostalgia uit 1993, naar de Cowhide cover (koeienhuid) van de buddyseat.
Cowhorn
bijnaam voor vroege, vrij kort uitgevoerde expansiepijpjes van motorfietsen met een tweetaktmotor.
Crashdus
bijnaam van de Spaanse wegracecoureur Carlos Cardus, die in het begin van zijn carrière nogal eens viel.
Crazy horse
Bijnaam van Derek Jones (zijspancoureur), wiens gebit een paard inderdaad niet misstaan had.
Cricket Bat
bijnaam van de Norton CS1 uit 1929, die een door Walter Moore ontwikkelde OHC-motor had. De naam kwam van het uiterlijk aan de rechterkant van het blok, waar de koningsas samen met het carter op een slaghout leken.
Crivi
bijnaam van de Spaanse wegracecoureur Àlex Crivillé.
Crocodile Troy
Bijnaam van Troy Corser (wegracecoureur).
Crotch-shifter
Letterlijk: kruis-schakelhendel. De Indian Chief met drieversnellingsbak bezat een schakelhendel naast het achterste gedeelte van de tank, en dus tussen de benen van de berijder.
Cut off
Ingekorte uitlaatdemper.